# Emmanuele Lebrecht di Anhalt-Köthen
Emmanuele Lebrecht di Anhalt-Köthen (Köthen, 20 maggio 1671 – Köthen, 30 maggio 1704) fu principe di Anhalt-Köthen dal 1671 al 1704.

## Biografia
Figlio del Principe Emmanuele di Anhalt-Köthen e di sua moglie, Anna Eleonora di Stolberg-Wernigerode, succedette al padre sul trono di Anhalt-Köthen quasi otto mesi dalla morte di questi, nel 1671, quando Emmanuele Lebrecht venne alla luce, nato ovviamente postumo alla morte del padre, governando sotto la reggenza della madre (la quale aveva peraltro retto le sorti del principato dalla morte del marito alla nascita del figlio) sino alla maggiore età.
Emmanuele Lebrecth morì il 30 maggio 1704, a Köthen, dieci giorni dopo aver compiuto il suo trentasettesimo compleanno, lasciando la successione nelle mani del giovane figlio primogenito, Leopoldo.

## Matrimonio e figli
Nel 1692, Emmanuele Lebrecht si sposò con Gisella Agnese von Rath, dalla quale ebbe i seguenti eredi:
- Augusto Lebrecht (24 maggio-25 ottobre 1693)
- Leopoldo (1694-1728), Principe di Anhalt-Köthen, sposò Federica Enrichetta di Anhalt-Bernburg e poi Carlotta Federica di Nassau-Siegen
- Eleonora Guglielmina (1696-1726), sposò il Principe Ereditario Federico Ermanno di Sassonia-Merseburg ed alla morte di questi il Duca Ernesto Augusto I di Sassonia-Weimar
- Augusto Luigi (1697-1755), Principe di Anhalt-Köthen, sposò Agnese Guglielmina di Wuthenau ed alla morte di questa, Emilia di Promnitz-Pless e in terze nozze Anna Federica di Promnitz-Pless
- Emmanuele Lebrecht (24 luglio-3 settembre 1698)
- Gisella Augusta (nata e morta nel 1690)
- Cristiana Carlotta (1702-1745)

## Ascendenza
|                                               |                                          |                                                | Genitori                                   |  |  | Nonni |  |  | Bisnonni                          |  |  | Trisnonni                            |  |
|                                               |                                          |                                                |                                            |  |  |       |  |  | Joachim Ernst, principe di Anhalt |  |  | Johann IV, principe di Anhalt-Zerbst |  |
|                                               |                                          |                                                |                                            |  |  |       |  |  | Joachim Ernst, principe di Anhalt |  |  | Johann IV, principe di Anhalt-Zerbst |  |
|                                               |                                          | Margareta von Brandenburg                      |                                            |  |  |       |  |  | Joachim Ernst, principe di Anhalt |  |  |                                      |  |
| August, principe di Anhalt-Plötzkau           |                                          |                                                |                                            |  |  |       |  |  | Joachim Ernst, principe di Anhalt |  |  |                                      |  |
|                                               |                                          | Eleonore von Württemberg                       | Christoph, duca del Württemberg            |  |  |       |  |  |                                   |  |  |                                      |  |
|                                               |                                          | Eleonore von Württemberg                       | Christoph, duca del Württemberg            |  |  |       |  |  |                                   |  |  |                                      |  |
|                                               |                                          | Eleonore von Württemberg                       | Anna Maria von Brandenburg-Ansbach         |  |  |       |  |  |                                   |  |  |                                      |  |
| Emanuel, principe di Anhalt-Köthen            |                                          | Eleonore von Württemberg                       |                                            |  |  |       |  |  |                                   |  |  |                                      |  |
|                                               |                                          | Johann Georg I, conte di Solms-Laubach         | Friedrich Magnus I, conte di Solms-Laubach |  |  |       |  |  |                                   |  |  |                                      |  |
|                                               |                                          | Johann Georg I, conte di Solms-Laubach         | Friedrich Magnus I, conte di Solms-Laubach |  |  |       |  |  |                                   |  |  |                                      |  |
|                                               |                                          | Johann Georg I, conte di Solms-Laubach         | Agnes zu Wied                              |  |  |       |  |  |                                   |  |  |                                      |  |
| Sibylle zu Solms-Laubach                      |                                          | Johann Georg I, conte di Solms-Laubach         |                                            |  |  |       |  |  |                                   |  |  |                                      |  |
|                                               |                                          | Margarethe von Schönburg-Glauchau              | Georg I, conte di Schönburg-Glauchau       |  |  |       |  |  |                                   |  |  |                                      |  |
|                                               |                                          | Margarethe von Schönburg-Glauchau              | Georg I, conte di Schönburg-Glauchau       |  |  |       |  |  |                                   |  |  |                                      |  |
|                                               |                                          | Margarethe von Schönburg-Glauchau              | Dorothea Reuss zu Greiz                    |  |  |       |  |  |                                   |  |  |                                      |  |
| Emanuel Lebrecht, principe di Anhalt-Köthen   |                                          | Margarethe von Schönburg-Glauchau              |                                            |  |  |       |  |  |                                   |  |  |                                      |  |
|                                               | Christoph, conte di Stolberg-Wernigerode | Heinrich, conte di Stolberg                    |                                            |  |  |       |  |  |                                   |  |  |                                      |  |
|                                               | Christoph, conte di Stolberg-Wernigerode | Heinrich, conte di Stolberg                    |                                            |  |  |       |  |  |                                   |  |  |                                      |  |
|                                               | Christoph, conte di Stolberg-Wernigerode | Elisabeth von Gleichen-Remda                   |                                            |  |  |       |  |  |                                   |  |  |                                      |  |
| Heinrich Ernst, conte di Stolberg-Wernigerode | Christoph, conte di Stolberg-Wernigerode |                                                |                                            |  |  |       |  |  |                                   |  |  |                                      |  |
|                                               |                                          | Hedwig von Regenstein-Blankenburg              | Ernst, conte di Regenstein-Blankenburg     |  |  |       |  |  |                                   |  |  |                                      |  |
|                                               |                                          | Hedwig von Regenstein-Blankenburg              | Ernst, conte di Regenstein-Blankenburg     |  |  |       |  |  |                                   |  |  |                                      |  |
|                                               |                                          | Hedwig von Regenstein-Blankenburg              | Barbara von Honstein                       |  |  |       |  |  |                                   |  |  |                                      |  |
| Anna Eleonore zu Stolberg-Wernigerode         |                                          | Hedwig von Regenstein-Blankenburg              |                                            |  |  |       |  |  |                                   |  |  |                                      |  |
|                                               |                                          | Heinrich Volrad, conte di Stolberg-Wernigerode | Ludwig Georg, conte di Stolberg-Ortenberg  |  |  |       |  |  |                                   |  |  |                                      |  |
|                                               |                                          | Heinrich Volrad, conte di Stolberg-Wernigerode | Ludwig Georg, conte di Stolberg-Ortenberg  |  |  |       |  |  |                                   |  |  |                                      |  |
|                                               |                                          | Heinrich Volrad, conte di Stolberg-Wernigerode | Sarah von Mansfeld                         |  |  |       |  |  |                                   |  |  |                                      |  |
| Anna Elisabeth zu Stolberg-Wernigerode        |                                          | Heinrich Volrad, conte di Stolberg-Wernigerode |                                            |  |  |       |  |  |                                   |  |  |                                      |  |
|                                               |                                          | Margarethe zu Solms-Laubach                    | Albert Otto, conte di Solms-Laubach        |  |  |       |  |  |                                   |  |  |                                      |  |
|                                               |                                          | Margarethe zu Solms-Laubach                    | Albert Otto, conte di Solms-Laubach        |  |  |       |  |  |                                   |  |  |                                      |  |
|                                               |                                          | Margarethe zu Solms-Laubach                    | Anna von Hessen-Darmstadt                  |  |  |       |  |  |                                   |  |  |                                      |  |
|                                               |                                          | Margarethe zu Solms-Laubach                    |                                            |  |  |       |  |  |                                   |  |  |                                      |  |